# スノー・キャンペーン
スノー・キャンペーン（英: Snow Campaign）は、アメリカ独立戦争開戦後の南部植民地では最初の大がかりな軍事作戦である。リチャード・リチャードソン大佐の下に集まった3,000名にも昇る愛国者民兵隊が、サウスカロライナ植民地のロイヤリスト民兵徴募拠点に行軍してこれを四散させ、ロイヤリストが組織化しようとしていた妨害行為を阻止した。この愛国者民兵隊の遠征は、その後半に激しい降雪があったのでスノー・キャンペーンと呼ばれるようになった。

## 背景
1775年4月にアメリカ独立戦争がマサチューセッツ湾植民地で始まったとき、サウスカロライナ植民地の自立した民衆はそれへの対応で2つに分かれた。海岸部に住んでいたイギリス系住民の多くは中立を採るか、反乱側を支持し、田園部に住んでいたかなりの数の住人は、その多くがドイツ系やスコットランドからの移民であり、反乱に反対の立場を採った。田園部のロイヤリストを指導したのがトマス・フレッチオールであり、英国王および議会に抵抗しようという愛国者側に対抗する声高き活動家だった。1775年8月までに植民地内の愛国者とロイヤリストの間に生じた緊張関係は、双方がかなりの勢力の民兵隊を立ち上げるまでに高まっていた。
それまで起きた事件はほとんど暴力を伴わないものであり、リンチのような孤立した事例があるだけだったが、双方は弾薬の支配を巡って緊張感を高めていた。8月初旬に植民地安全委員会がウィリアム・ヘンリー・ドレイトンとウィリアム・テネント牧師をナインティシックスの町に派遣し、田園部での愛国者の支援を糾合し、成長しつつあったロイヤリスト勢力を抑圧しようした。ドレイトンは9月にフレッチオールと交渉して、一時的な休戦を取り付けることができた。
9月15日、愛国者側民兵隊がチャールストン港を見下ろす重要な砦であるジョンソン砦を占領した。植民地総督のウィリアム・キャンベルは植民地議会を解散させ、自らの安全が脅かされることを怖れて、イギリス海軍のスループ・オブ・ウォーHMSタマーに逃げ込んだ。このことで愛国者側が支配する安全委員会が植民地の首都を抑えた。委員会はチャールストン港岸の防御を改良し拡張し始めた。11月11日と12日には愛国者の陣地と港に浮かぶイギリス海軍艦船の間で砲撃戦が行われたが、双方に被害は出なかった。
10月に安全委員会がチェロキー族インディアンに届けることを意図した火薬と銃弾の積荷をロイヤリストが捕獲したことに反応して、大規模な部隊の編成を始めたときに、事態は悪化していった。11月8日、カムデン民兵隊の指揮官リチャード・リチャードソン大佐を派遣することを決め、積荷を取り返し、ロイヤリスト指導者を逮捕させることにした。

## ナインティシックス包囲
リチャードソンがチャールストンでその部隊を集めている間に、田園部で既に兵士を徴募していたアンドリュー・ウィリアムソンは火薬が捕獲されたことを知った。ウィリアムソンは560名を率いて11月19日早くにナインティシックスに到着した。この小さな町は防御に適していないと判断したウィリアムソンはジョン・サベージのプランテーションに宿営地を作った。そこは間に合わせの防御柵で守られ、部隊の所有する3門の旋回砲に射界を提供していた。ロイヤリスト側の兵員徴募はもっと進んでおり、パトリック・カニンガム大尉とジョセフ・ロビンソン少佐が、さらに大きなロイヤリスト部隊（推計1,900名）を率いてナインティシックスに向かっていることをウィリアムソンは知った。その日に作戦会議が開かれ、愛国者部隊の指導層はロイヤリスト部隊と対峙するような出撃をしないことに決めた。ロイヤリスト部隊は翌日到着し、愛国者部隊の宿営地を包囲した。
愛国者民兵2人が防御柵の外でロイヤリストに捕まった時は、双方の指揮官層が睨み合いを終わらせるための交渉を行っている最中だった。このことで砲撃戦が始まり、約2時間続いた。両軍の損失は僅かだった。その後も2日間包囲が続き、その間に時として砲撃戦が交わされた。愛国者部隊の指導層がその旋回砲を差し出す代わりに部隊を率いて宿営地から出て行くという休戦交渉が成立し、包囲戦は終わった。旋回砲は後日返却された。ロイヤリスト部隊はサルーダ川を越えて撤退し、愛国者部隊は下流のチャールストンに向けて撤退した。

## ロイヤリストに対するキャンペーン
こうした間にリチャードソン大佐は田園部への行軍を始めていた。総勢約1,000名を率い、11月27日までにコンガリー川に到着した。そこで数日間留まり、川を渡り、さらに民兵を集めていた。宿営地を出発したときは総勢約1,500名になっていた。12月2日までにサルーダ川とブロード川の間にあるダッチフォーク地域に到着し、その途中でも増え続ける民兵を吸収していた。ダッチフォークではエバン・マクローレンの家屋に入り、その地域で数人のロイヤリスト士官を捕獲した。ロイヤリストの部隊は指揮官を失ったことで苦しみ、脱走のために勢力を弱めていた。部隊に残っていた民兵達はサルーダ川の水源地にあるチェロキー族の土地に向かって後退した。
リチャードソン大佐はロイヤリストの士官を逮捕することと、盗まれた弾薬の返還を要求する宣言書を発した後で、行軍を再開した。このとき部隊は約2,500名にまで増えていた。さらに成長を続けたその部隊はエノリー川に向かって行軍し、ロイヤリストの指導層を追いかけた。12月12日、リチャードソンは、部隊が3,000名となり、洞穴に隠れていたフレッチオールなど数人のロイヤリスト指導者を捕まえたという報告書を送った。フレッチオールの農園が捜索され、キャンベル知事から来ていた手紙など私信が発見された。
エノリーでは、リチャードソンの民兵隊にウィリアムソンの部隊が合流し、さらにノースカロライナ植民地からはグリフィス・ラザフォードとウィリアム・グラハム両大佐が率いてきた部隊も加わり、総勢は4,000名から5,000名の間にまで膨れあがった。これらの部隊が田園部を探し回り、チェロキー族領土の数マイル内側にあるリーディ川沿いでは、200名のロイヤリストが宿営していることを突きとめた。リチャードソンはウィリアム・トンプソンに1,300名を付けて、この宿営地攻撃に向かわせた。トンプソンの部隊は12月22日にロイヤリスト宿営地を急襲し、兵士を捕まえ、物資、武器、弾薬を捕獲した。トンプソンは部隊兵を支配して虐殺を止めさせることができた。5名ないし6名のロイヤリストが殺され、トンプソン配下の1名が負傷した。
翌12月23日、愛国者部隊が海岸に向かって戻り始めた時に、雪が降り始めた。愛国者部隊はそのような天候に対する備えが無かったので、帰りの行軍は難渋した。リチャードソンの部隊は解体され、民兵の多くは故郷に戻った。この行軍で捕まえた捕虜は136名であり、1776年1月2日に護衛付きでチャールストンに送られた。

## キャンペーンの後

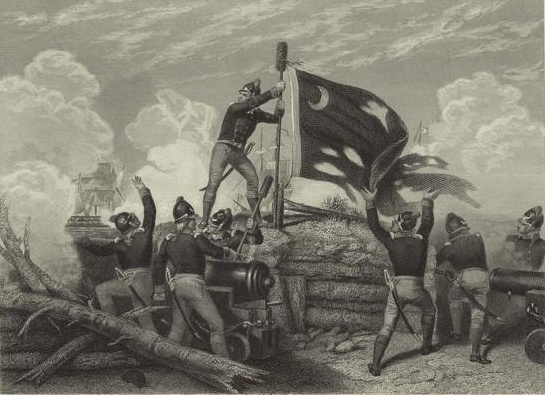
サリバン島の戦いの様子を描いた19世紀の絵

キャンベル知事はタマー艦上での生活を続けており、3隻目の艦船が到着した後でジョンソン砦への攻撃を検討した。しかし、愛国者部隊は活発に港の防御を固めていたので、イギリス艦隊は1776年1月にチャールストンを離れた。ヘンリー・クリントン将軍が率いたイギリス軍がチャールストン港のサリバン島を攻撃したのが1776年6月であり、これに失敗すると1778年後半までイギリス軍による南部での大きな作戦展開は無くなった。
このスノー・キャンペーンで田園部におけるロイヤリストの大規模な活動は無くなることになった。捕虜になったロイヤリストの多くは愛国者側指導層の「田園部友邦に対する懐柔の姿勢」として解放された。ロイヤリスト指導者の中には捕獲を逃れて逃げ出した者もいた。その中でも著名なのはサウスカロライナの土地所有者トマス・ブラウンであり、東フロリダに逃亡した。ブラウンはジョージアとフロリダの国境でゲリラ部隊を率いた。ジョージアからサウスカロライナを奪回しようというブラウンの作戦を、1778年から1780年にイギリス軍が実行することになった。